# Вий (мультфильм)
«Вий» (укр. Вій) — украинский рисованный фильм по одноимённой повести Николая Гоголя, созданный киностудией «Укранимафильм» в 1996 году. Последний мультфильм Аллы Грачёвой.

## Сюжет
Киевские семинаристы, богослов Халява и ритор Тиберий Горобець, встречаются в шинке, где обсуждают загадочную смерть своего приятеля, Хомы Брута.

## Создатели
| Автор сценария, режиссёр-постановщик | Алла Грачёва                                                                                             |
| Художники-постановщики               | Николай Чурилов, Игорь Котков                                                                            |
| Композитор                           | Леонид Грабовский                                                                                        |
| Кинооператор                         | Анатолий Гаврилов                                                                                        |
| Звукооператор                        | Ю. Нечеса                                                                                                |
| Художники-аниматоры                  | Константин Чикин, Алла Грачёва                                                                           |
| Художники-живописцы                  | Н. Мильковицкая, Л. Снежко, М. Королева, И. Бородаева, О. Фоменко, В. Козаренко, О. Макарова, С. Головин |
| Роли озвучили                        | Богдан Бенюк, Наталья Сумская, И. Кадубец, Василий Мазур, Евгений Шах                                    |
| Ассистенты                           | А. Лапчинская, Л. Кучерова, И. Шевчук                                                                    |
| Монтаж                               | Лидий Мокроусовой                                                                                        |
| Редактор                             | Светлана Куценко                                                                                         |
| Директор съёмочной группы            | Вячеслав Килинский                                                                                       |

## Отзывы
Критик газеты «Коммерсантъ» Станислав Ф. Ростоцкий отметил, что мультфильм поставлен «довольно близко к тексту» повести Гоголя. Национальный центр Александра Довженко пишет: «Среди других экранизаций Гоголя эта оказалась наиболее близкой к тексту. Художники-постановщики фильма создали красивый, тонкий рисунок „барочной“ казацкой Украины и населили её целым рядом разнообразных чудовищ. Цветовая гамма более сдержанная, чуть ли не тусклая, что в целом является распространённой в анимации 90-х вещью».